# Limassolla diospyri
Limassolla diospyri är en insektsart som beskrevs av Chou och Ma 1981. Limassolla diospyri ingår i släktet Limassolla och familjen dvärgstritar. Inga underarter finns listade i Catalogue of Life.